# Doussay
Doussay – miejscowość i gmina we Francji, w regionie Nowa Akwitania, w departamencie Vienne.
Według danych na rok 1990 gminę zamieszkiwało 565 osób, a gęstość zaludnienia wynosiła 21 osób/km² (wśród 1467 gmin regionu Poitou-Charentes, Doussay plasuje się na 509. miejscu pod względem liczby ludności, natomiast pod względem powierzchni na miejscu 218.).